# Canon de 138 mm modèle 1887
Pour les articles homonymes, voir Canon de 138 mm.
Le canon de 138 mm modèle 1887 désigne un canon naval construit à la fin du XIXe siècle pour la Marine française. Il équipe notamment les croiseurs cuirassés de la classe Amiral Charner et le Pothuau.

## Utilisation
Le canon de 138 mm modèle 1887 est utilisé comme artillerie secondaire sur les croiseurs cuirassés de la classe Amiral Charner.
En 1891 une version de ce canon, légèrement rallongée, équipe quelques croiseurs de la classe Amiral Charner ainsi que le croiseur cuirassé Pothuau.